# Districtul North-East, Botswana
Districtul North-East este o unitate administrativă de gradul I  a Botswanei. Reședința sa este localitatea Masunga.